# شارلی ویلسون (خواننده)
شارلی ویلسون (انگلیسی: Charlie Wilson؛ زادهٔ ۲۹ ژانویهٔ ۱۹۵۳) یک موسیقی‌دان اهل ایالات متحده آمریکا است.